# Cohors I Apamenorum

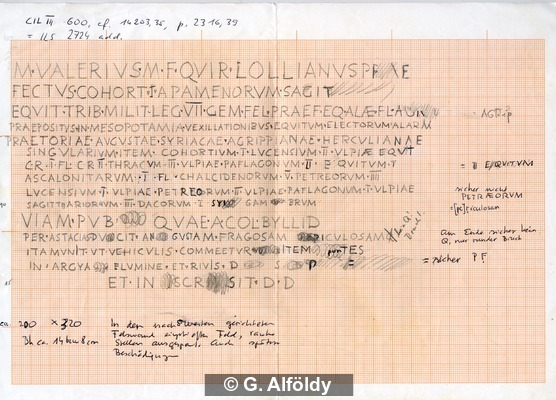
Eine Zeichnung der Inschrift, angefertigt durch Géza Alföldy

Die Cohors I Apamenorum [sagittariorum oder sagittaria] [equitata] [Antoniniana] (deutsch 1. Kohorte aus Apameia [der Bogenschützen] [teilberitten] [die Antoninianische]) war eine römische Auxiliareinheit. Sie ist durch Militärdiplome, Inschriften, Papyri und die Notitia dignitatum belegt. In einer Inschrift wird sie als Cohors I Apamena bezeichnet und in der Notitia dignitatum als Cohors prima Apamenorum.

## Namensbestandteile
- Cohors: Die Kohorte war eine Infanterieeinheit der Auxiliartruppen in der römischen Armee.

- I: Die römische Zahl steht für die Ordnungszahl die erste (lateinisch prima). Daher wird der Name dieser Militäreinheit als Cohors prima .. ausgesprochen.

- Apamenorum: aus Apameia. Die Soldaten der Kohorte wurden bei Aufstellung der Einheit aus der Stadt Apameia und ihrer Umgebung rekrutiert. Von den Städten mit dem Namen Apameia handelt es sich hierbei vermutlich um Apameia am Orontes.[2]

- sagittariorum oder sagittaria: der Bogenschützen. Der Zusatz kommt in einer Inschrift[3] vor.

- equitata: teilberitten. Die Einheit war ein gemischter Verband aus Infanterie und Kavallerie. Der Zusatz kommt in einer Inschrift[1] vor.

- Antoniniana: die Antoninianische. Eine Ehrenbezeichnung, die sich auf Caracalla (211–217) bezieht. Der Zusatz kommt in einem Papyrus[4] vor, der auf 215 datiert ist.

Da es keine Hinweise auf den Namenszusatz milliaria (1000 Mann) gibt, war die Einheit eine Cohors quingenaria equitata. Die Sollstärke der Kohorte lag bei 600 Mann (480 Mann Infanterie und 120 Reiter), bestehend aus 6 Centurien Infanterie mit jeweils 80 Mann sowie 4 Turmae Kavallerie mit jeweils 30 Reitern.

## Geschichte
Die Kohorte war in den Provinzen Cappadocia und Aegyptus (in dieser Reihenfolge) stationiert. Sie ist auf Militärdiplomen für die Jahre 99 bis 206 n. Chr. aufgeführt.
Die Einheit war wahrscheinlich bereits seit den frühen 80er Jahren in Cappadocia stationiert. Durch ein Diplom ist die Einheit in der Provinz erstmals für 99 nachgewiesen. In dem Diplom wird die Kohorte als Teil der Truppen (siehe Römische Streitkräfte in Cappadocia) aufgeführt, die in der Provinz stationiert waren. Die Kohorte erscheint aber nicht unter den Einheiten, die Arrian für seinen Feldzug gegen die Alanen (Ἔκταξις κατὰ Ἀλάνοον) um 135 mobilisierte.
Zu einem unbestimmten Zeitpunkt wurde die Kohorte in die Provinz Aegyptus verlegt, wo sie erstmals durch einen Papyrus für den Oktober 144 belegt ist. Durch ein Diplom ist die Einheit in Aegyptus erstmals für 157/161 nachgewiesen. In dem Diplom wird die Kohorte als Teil der Truppen (siehe Römische Streitkräfte in Aegyptus) aufgeführt, die in der Provinz stationiert waren. Weitere Diplome, die auf 179 bis 206 datiert sind, belegen die Einheit in derselben Provinz.
Letztmals erwähnt wird die Einheit in der Notitia dignitatum mit der Bezeichnung Cohors prima Apamenorum für den Standort Silili. Sie war Teil der Truppen, die dem Oberkommando des Dux Thebaidos unterstanden.

## Standorte
Standorte der Kohorte in Aegyptus waren möglicherweise:
| - Arsinoites - Nikopolis | - Philadelphia - Silili: Die Einheit wird in der Notitia dignitatum für diesen Standort aufgeführt. |

## Angehörige der Kohorte
Folgende Angehörige der Kohorte sind bekannt.

### Kommandeure
| - Gaius Nasennius Marcellus, ein Präfekt - Marcus Valerius Lollianus, ein Präfekt | - Publius Valerius Priscus, ein Präfekt |

### Sonstige
| - [?], ein Soldat (AE 1952, 00237a) | - Octavius, ein Centurio (AE 1952, 00237a) |

#### Papyrus BGU II 423
Bei dem Papyrus, der auf 105/199 datiert wird, handelt es sich um einen Brief des Soldaten Apion, der bei der römischen Flotte in Misenum stationiert war, an seinen Vater, der in Philadelphia in Ägypten lebte. Der Brief sollte zunächst an Iulianus An[], einen Librarius der Cohors I Apamenorum, geschickt werden; Iulianus sollte den Brief dann an den Vater des Apion weiterreichen.

#### Papyrus BGU III 729
In dem Papyrus, der auf den 3. oder 13. Oktober 144 datiert ist, bestätigt der Soldat Gaius Iulius Apollinarius (Γαίου Ἰουλίου Ἀπολιναρίου), dass er von Petronia Sarapias (Πετρωνί[α]ς Σαραπιάδος) ein depositum (παραθήκην) erhalten hat. In einem weiteren Papyrus, der auf den 5. April 145 datiert ist, bestätigt Sarapias, dass ihr von Apollinarius 400 Drachmen zurückerstattet wurden; die restlichen 600 Drachmen werden als Schuld vermerkt. Aus den beiden Papyri geht darüber hinaus hervor, dass Apollinarius in der Zenturie von Ἰουλια[ν]οῦ diente.

#### Papyrus MS Schøyen 244/1 Recto
In dem Papyrus, der in das 3. Jhd. datiert wird, sind zukünftige Soldaten der Kohorte mit ihrem Reisegeld (viaticum) aufgeführt. Darunter war auch Aurelius Apolinaris Hierax, der noch am Statthaltersitz in Alexandria verstarb, bevor er die ihm zugewiesene Cohors I Apamenorum erreichen konnte.

#### Papyrus P.Mich. 9 542
In dem Papyrus gibt der Soldat Satyros für die Verwalter der öffentlichen Bibliothek an, dass er ein Haus erworben hat. Satyros diente in der Zenturie von Taurinus (Ταυρίνου).